# Okinawicius nepalicus
Espèce
Synonymes
- Icius nepalicus Andreeva, Hęciak & Prószyński, 1984

Okinawicius nepalicus est une espèce d'araignées aranéomorphes de la famille des Salticidae.

## Distribution
Cette espèce se rencontre au Népal, en Inde et en Chine.

## Description
Le mâle décrit par Wang, Mi, Li et Xu en 2024 mesure 3,69 mm et la femelle 4,40 mm.

## Systématique et taxinomie
Cette espèce a été décrite sous le protonyme Icius nepalicus par Andreeva, Hęciak et Prószyński en 1984. Elle est placée dans le genre Pseudicius par Bohdanowicz et Prószyński en 1987, dans le genre Nepalicius par Prószyński en 2016 puis dans le genre Okinawicius par Wang, Mi, Li et Xu en 2024.

## Étymologie
Son nom d'espèce lui a été donné en référence au lieu de sa découverte, le Népal.

## Publication originale
- Andreeva, Hęciak & Prószyński, 1984 : « Remarks on Icius and Pseudicius (Araneae, Salticidae) mainly from central Asia. » Annales Zoologici, Warszawa, vol. 37, p. 349-375.